# Discografia de The Rolling Stones
A discografia da banda inglesa The Rolling Stones, consiste em trinta e um álbuns de estúdio, dez álbuns ao vivo, trinta e uma compilações, dezesseis álbuns vídeo, cinquenta e sete videoclipes e noventa e dois singles oficiais.

## Álbuns de estúdio
| Ano                       | Detalhes | RU | EUA | Certificações (vendas)                                     |
| ------------------------- | --- | -- | --- | ---------------------------------------------------------- |
| 1964                      | The Rolling Stones - Lançamento: 16 de Abril de 1964 - Gravadora: Decca Records                                                      | 1  | —   |                                                            |
| 1964                      | England's Newest Hit Makers - Lançamento: 30 de Maio de 1964 - Gravadora: London Records                                             | —  | 11  | - EUA: Ouro                                                |
| 1964                      | 12 X 5 - Lançamento: 17 de Outubro de 1964 - Gravadora: London Records                                                               | —  | 3   | - EUA: Ouro                                                |
| 1965                      | The Rolling Stones No. 2 - Lançamento: 15 de Janeiro de 1965 - Gravadora: Decca Records                                              | 1  | —   |                                                            |
| 1965                      | The Rolling Stones, Now! - Lançamento: 13 de Fevereiro de 1965 - Gravadora: London Records                                           | —  | 5   | - EUA: Ouro                                                |
| 1965                      | Out of Our Heads (EUA) - Lançamento: 30 de Julho de 1965 - Gravadora: London Records                                                 | —  | 1   | - EUA: Platina                                             |
| 1965                      | Out of Our Heads (RU) - Lançamento: 24 de Setembro de 1965 - Gravadora: Decca Records                                                | 2  | —   |                                                            |
| 1965                      | December's Children (And Everybody's) - Lançamento: 4 de Dezembro de 1965 - Gravadora: London Records                                | —  | 4   | - EUA: Ouro                                                |
| 1966                      | Aftermath (RU) - Lançamento: 15 de Abril de 1966 - Gravadora: Decca Records                                                          | 1  | —   |                                                            |
| 1966                      | Aftermath (EUA) - Lançamento: 20 de Junho de 1966 - Gravadora: London Records                                                        | —  | 2   | - EUA: Platina                                             |
| 1967                      | Between the Buttons (RU) - Lançamento: 20 de Janeiro de 1967 - Gravadora: Decca Records (RU)                                         | 3  | —   |                                                            |
| 1967                      | Between the Buttons (EUA) - Lançamento: 11 de Fevereiro de 1967 - Gravadora: London Records                                          | —  | 2   | - EUA: Ouro                                                |
| 1967                      | Their Satanic Majesties Request - Lançamento: 8de Dezembro de 1967 - Gravadora: Decca Records (RU) - Gravadora: London Records (EUA) | 3  | 2   | - EUA: Ouro                                                |
| 1968                      | Beggars Banquet - Lançamento: 6 de Dezembro de 1968 - Gravadora: Decca Records (RU) - Gravadora: London Records (EUA)                | 3  | 5   | - EUA: Platina                                             |
| 1969                      | Let It Bleed - Lançamento: 5 de Dezembro de 1969 - Gravadora: Decca Records (RU) - Gravadora: London Records (EUA)                   | 1  | 3   | - EUA: 2× Platina - RU: Platina                            |
| 1971                      | Sticky Fingers - Lançamento: 23 de Abril de 1971 - Gravadora: Rolling Stones Records                                                 | 1  | 1   | - EUA: 3× Platina - FRA: Ouro                              |
| 1972                      | Exile on Main St. - Lançamento: 12 de Maio de 1972 - Gravadora: Rolling Stones Records                                               | 1  | 1   | - EUA: Platina                                             |
| 1973                      | Goats Head Soup - Lançamento: 31 de Agosto de 1973 - Gravadora: Rolling Stones Records                                               | 1  | 1   | - EUA: 3× Platina - RU: Ouro - FRA: Ouro                   |
| 1974                      | It's Only Rock 'n' Roll - Lançamento: 18 de Outubro de 1974 - Gravadora: Rolling Stones Records                                      | 2  | 1   | - EUA: Platina - RU: Ouro - FRA: Ouro                      |
| 1976                      | Black and Blue - Lançamento: 23 de Abril de 1976 - Gravadora: Rolling Stones Records                                                 | 2  | 1   | - EUA: Platina - RU: Ouro - FRA: Ouro                      |
| 1978                      | Some Girls - Lançamento: 9 de Junho de 1978 - Gravadora: Rolling Stones Records                                                      | 2  | 1   | - EUA: 6× Platina - RU: Ouro - FRA: Ouro                   |
| 1980                      | Emotional Rescue - Lançamento: 20 de Junho de 1980 - Gravadora: Rolling Stones Records                                               | 1  | 1   | - EUA: 2× Platina - RU: Ouro - FRA: Ouro                   |
| 1981                      | Tattoo You - Lançamento: 24 de Agosto de 1981 - Gravadora: Rolling Stones Records                                                    | 2  | 1   | - EUA: 4× Platina - RU: Ouro - FRA: Ouro                   |
| 1983                      | Undercover - Lançamento: 7 de Novembro de 1983 - Gravadora: Rolling Stones Records                                                   | 3  | 4   | - EUA: Platina - RU: Ouro                                  |
| 1986                      | Dirty Work - Lançamento: 24 de Março de 1986 - Gravadora: Rolling Stones Records                                                     | 4  | 4   | - EUA: Platina - RU: Ouro - FRA: Ouro - ALE Ouro           |
| 1989                      | Steel Wheels - Lançamento: 29 de Agosto de 1989 - Gravadora: Rolling Stones Records                                                  | 2  | 3   | - EUA: 2× Platina - RU: Ouro - FRA: 2× Ouro - ALE: Ouro    |
| 1994                      | Voodoo Lounge - Lançamento: 11 de Julho de 1994 - Gravadora: Virgin Records                                                          | 1  | 2   | - EUA: 2× Platina - RU: Ouro - FRA: 2× Ouro - ALE: Platina |
| 1997                      | Bridges to Babylon - Lançamento: 29 de Setembro de 1997 - Gravadora: Virgin Records                                                  | 6  | 3   | - EUA: Platina - RU: Ouro - FRA: 2× Ouro - ALE: Platina    |
| 2005                      | A Bigger Bang - Lançamento: 5 de Setembro de 2005 - Gravadora: Virgin Records                                                        | 2  | 3   | - EUA: Platina - RU: Ouro - FRA: Ouro - ALE: Platina       |
| 2016                      | Blue & Lonesome - Lançamento: 2 de Dezembro de 2016 - Gravadora: Polydor Records                                                     | 1  | 4   | - RU: Platina - FRA: 2× Platina - ALE: 3× Ouro             |
| 2023                      | Hackney Diamonds - Lançamento: 20 de Outubro de 2023 - Gravadora: Polydor Records                                                    | 1  | 3   | - RU: Ouro - FRA: Platina - ALE: Platina                   |
| "—" não chegou às paradas | |    |     |                                                            |

## Ao vivo
| Ano                       | Detalhes | RU | EUA | Certificações (vendas)                               |
| ------------------------- | --- | -- | --- | ---------------------------------------------------- |
| 1966                      | Got Live If You Want It! (apenas EUA) - Lançamento: 10 de Dezembro de 1966 - Gravadora: London Records                                                   | —  | 6   | - EUA: Ouro                                          |
| 1970                      | Get Yer Ya-Ya's Out! The Rolling Stones in Concert - Lançamento: 4 de Setembro de 1970 - Gravadora: Decca Records (RU) - Gravadora: London Records (EUA) | 1  | 6   | - EUA: Platina                                       |
| 1977                      | Love You Live - Lançamento: 23 de Setembro de 1977 - Gravadora: Rolling Stones Records                                                                   | 3  | 5   | - EUA: Ouro - RU: Ouro                               |
| 1982                      | "Still Life" (American Concert 1981) - Lançamento: 1 de Junho de 1982 - Gravadora: Rolling Stones Records                                                | 4  | 5   | - EUA: Platina - RU: Ouro                            |
| 1991                      | Flashpoint - Lançamento: 2 de Abril de 1991 - Gravadora: Rolling Stones Records                                                                          | 6  | 16  | - EUA: Ouro - RU: Prata - FRA: 2× Ouro - ALE: Ouro   |
| 1995                      | Stripped - Lançamento: 13 de Novembro de 1995 - Gravadora: Virgin Records                                                                                | 9  | 9   | - EUA: Platina - RU: Ouro - FRA: 2× Ouro - ALE: Ouro |
| 1996                      | The Rolling Stones Rock and Roll Circus - Lançamento: 14 de Outubro de 1996 - Gravadora: Decca Records                                                   | -  | 92  |                                                      |
| 1998                      | No Security - Lançamento: 2 de Novembro de 1998 - Gravadora: Virgin Records                                                                              | 67 | 34  |                                                      |
| 2004                      | Live Licks - Lançamento: 1 de Novembro de 2004 - Gravadora: Virgin Records                                                                               | 38 | 50  | - EUA: Ouro - RU: Prata                              |
| 2008                      | Shine a Light - Lançamento: 1 de Abril de 2008 - Gravadora: Polydor Records                                                                              | 2  | 11  | - RU: Prata                                          |
| "—" não chegou às paradas | |    |     |                                                      |

## Coletâneas
| Ano  | Detalhes | RU  | EUA | Certificações (vendas)                                                             |
| ---- | --- | --- | --- | ---------------------------------------------------------------------------------- |
| 1966 | Big Hits (High Tide and Green Grass) (EUA) - Lançamento: 28 de Março de 1966 - Gravadora: London Records         | —   | 3   | - EUA: 2× Platina                                                                  |
| 1966 | Big Hits (High Tide and Green Grass) (RU) - Lançamento: 4 de Novembro de 1966 - Gravadora: Decca Records         | 4   | —   |                                                                                    |
| 1967 | Flowers - Lançamento: 26 de Junho de 1967 - Gravadora: London Records                                            | —   | 3   | - EUA: Ouro                                                                        |
| 1969 | Through the Past, Darkly (Big Hits Vol. 2 (RU)) - Lançamento: 12 de Setembro de 1969 - Gravadora: Decca Records  | 2   | —   |                                                                                    |
| 1969 | Through the Past, Darkly (Big Hits Vol. 2 (EUA) - Lançamento: 12 de Setembro de 1969 - Gravadora: London Records | —   | 2   | - EUA: Platina                                                                     |
| 1971 | Stone Age - Lançamento: 6 de Março de 1971 - Gravadora: Decca Records                                            | 4   | —   |                                                                                    |
| 1971 | Gimme Shelter - Lançamento: 10 de Setembro de 1971 - Gravadora: Decca Records                                    | 19  | —   |                                                                                    |
| 1971 | Hot Rocks 1964–1971 - Lançamento: 20 de Dezembro de 1971 - Gravadora: ABKCO Records/London Records               | —   | 4   | - EUA: 12× Platina                                                                 |
| 1972 | Milestones - Lançamento: 18 de Fevereiro de 1972 - Gravadora: Decca Records                                      | 14  | —   |                                                                                    |
| 1972 | Rock'n'Rolling Stones - Lançamento: 13 de Outubro de 1972 - Gravadora: Decca Records                             | 41  | —   |                                                                                    |
| 1972 | More Hot Rocks (Big Hits & Fazed Cookies) - Lançamento: 11 de Dezembro de 1972 - Gravadora: ABKCO Records        | —   | 9   | - EUA: Ouro                                                                        |
| 1973 | No Stone Unturned - Lançamento: 5 de Outubro de 1973 - Gravadora: Decca Records                                  | —   | —   |                                                                                    |
| 1975 | Metamorphosis - Lançamento: 6 de Junho de 1975 - Gravadora: ABKCO Records                                        | 45  | 8   |                                                                                    |
| 1975 | Made in the Shade - Lançamento: 6 de Junho de 1975 - Label: Rolling Stones Records                               | 14  | 6   | - EUA: Platina                                                                     |
| 1975 | Rolled Gold: The Very Best of the Rolling Stones - Lançamento: 6 de Novembro de 1975 - Gravadora: Decca Records  | 7   | —   | - RU: Ouro                                                                         |
| 1979 | Time Waits for No One: Anthology 1971–1977 - Lançamento: 29 de Maio de 1979 - Gravadora: Rolling Stones Records  | —   | —   |                                                                                    |
| 1980 | Solid Rock - Lançamento: 28 de Outubro de 1980 - Gravadora: Decca Records                                        | —   | —   |                                                                                    |
| 1981 | Slow Rollers - Lançamento: 1 de Janeiro de 1981 - Gravadora: Decca Records                                       | —   | —   |                                                                                    |
| 1981 | Sucking in the Seventies - Lançamento: 9 de Março de 1981 - Gravadora: Rolling Stones Records                    | —   | 15  | - EUA: Ouro                                                                        |
| 1982 | In Concert - Lançamento: 21 de Julho de 1982 - Gravadora: Decca Records                                          | 94  | —   |                                                                                    |
| 1982 | Story of The Stones - Lançamento: 1 de Dezembro de 1982 - Gravadora: Decca Records                               | 24  | —   | - RU: Ouro                                                                         |
| 1984 | Rewind (1971–1984) - Lançamento: 19 de Junho de 1984 - Gravadora: Rolling Stones Records                         | 23  | 86  | - EUA: Ouro                                                                        |
| 1989 | Singles Collection: The London Years - Lançamento: 15 de Agosto de 1989 - Gravadora: ABKCO Records               | 138 | 91  | - EUA: Platina                                                                     |
| 1989 | Les Années Stones 1 - Lançamento: 1989 - Gravadora: London Records                                               | —   | —   | - FRA: Ouro                                                                        |
| 1990 | Hot Rocks 1964–1971 - Lançamento: 25 de Junho de 1990 - Gravadora: ABKCO Records/London Records                  | 3   | —   | - RU: 2× Platina                                                                   |
| 1993 | Jump Back: The Best of The Rolling Stones - Lançamento: 22 de Novembro de 1993 - Gravadora: Virgin Records       | 16  | —   | - RU: 2× Platina - FRA: Platina - ALE: Ouro                                        |
| 2002 | Forty Licks - Lançamento: 30 de Setembro de 2002 - Gravadora: Virgin/ABKCO/Decca                                 | 2   | 2   | - EUA: 4× Platina - RU: 3× Platina - CAN: 5× Platina - FRA: Platina - ALE: Platina |
| 2004 | Jump Back: The Best of The Rolling Stones - Lançamento: 24 de Agosto de 2004 - Gravadora: Virgin Records         | —   | 30  | - EUA: Platina                                                                     |
| 2005 | Rarities 1971–2003 - Lançamento: 22 de Novembro de 2005 - Gravadora: Virgin Records                              | 133 | 76  |                                                                                    |
| 2012 | GRRR! - Lançamento: 9 de novembro de 2012 - Gravadora: Polydor Records / ABKCO Records                           | —   |     | - EUA: Ouro - RU: Platina                                                          |
| 2019 | Honk - Lançamento: 19 de abril de 2019 - Gravadora: Promotone BV/Universal Music                                 | 8   | 23  | - RU: Prata                                                                        |

## Bootlegs oficiais
| Ano  | Detalhes | RU  | EUA | Certificações (vendas) |
| ---- | --- | --- | --- | ---------------------- |
| 2011 | Brussels Affair (Live 1973) - Lançamento: 18 de outubro de 2011 - Gravadora: Promotone BV                                       | –   | –   | –                      |
| 2011 | Some Girls: Live in Texas '78 - Lançamento: 15 de novembro de 2011 - Gravadora: Eagle Vision                                    | –   | –   | –                      |
| 2012 | Hampton Coliseum (Live 1981) - Lançamento: 30 de janeiro de 2012 - Gravadora: Promotone BV                                      | –   | 120 | –                      |
| 2012 | L.A. Friday (Live 1975) - Lançamento: 2 de abril de 2012 - Gravadora: Promotone BV                                              | –   | –   | –                      |
| 2012 | Live at the Checkerboard Lounge, Chicago 1981 - Lançamento: 2 de julho de 2012 - Gravadora: Eagle Vision                        | –   | –   | –                      |
| 2012 | Live at the Tokyo Dome (Live 1990) - Lançamento: 11 de julho de 2012 - Gravadora: Promotone BV                                  | –   | –   | –                      |
| 2012 | Light the Fuse (Live 2005) - Lançamento: 16 de outubro de 2012 - Gravadora: Promotone BV                                        | –   | –   | –                      |
| 2012 | Live at Leeds (Live 1982) - Lançamento: 13 de novembro de 2012 - Gravadora: Promotone BV                                        | –   | –   | –                      |
| 2013 | Sweet Summer Sun - Lançamento: 11 de novembro de 2013 - Gravadora: Eagle Vision                                                 | 16  | 19  | Prata                  |
| 2015 | The Marquee Club Live in 1971 (From the Vault Collection) - Lançamento: 22 de junho de 2015 - Gravadora: Eagle Vision           | –   | –   | –                      |
| 2015 | Sticky Fingers Live - Lançamento: 29 de junho de 2015 - Gravadora: Polydor                                                      | 149 | 92  | –                      |
| 2016 | Totally Stripped - Lançamento: 3 de junho de 2016 - Gravadora: Eagle Vision                                                     | 192 | –   | –                      |
| 2016 | Havana Moon - Lançamento: 11 de novembro de 2016 - Gravadora: Eagle Vision                                                      | –   | –   | –                      |
| 2017 | Sticky Fingers Live at Fonda Theatre (From the Vault Collection) - Lançamento: 29 de setembro de 2017 - Gravadora: Eagle Vision | –   | –   | –                      |
| 2017 | On Air - Lançamento: 1º de dezembro de 2017 - Gravadora: Polydor                                                                | 27  | 47  | –                      |
| 2018 | No Security. San Jose '99 (From the Vault Collection) - Lançamento: 13 de julho de 2018 - Gravadora: Eagle Vision               | –   | –   | –                      |
| 2018 | Voodoo Lounge Uncut - Lançamento: 16 de novembro de 2018 - Gravadora: Eagle Vision                                              | –   | –   | –                      |
| 2019 | Bridges to Bremen - Lançamento: 21 de junho de 2019 - Gravadora: Eagle Vision                                                   | –   | –   | –                      |
| 2019 | Bridges to Buenos Aires - Lançamento: 8 de novembro de 2019 - Gravadora: Eagle Vision                                           | –   | –   | –                      |
| 2020 | Steel Wheels Live - Atlantic City, NJ - Lançamento: 25 de setembro de 2020 - Gravadora: Eagle Vision                            | –   | 180 | –                      |

## Reedições
| Ano  | Detalhes | RU | EUA | Certificações (vendas) |
| ---- | --- | -- | --- | ---------------------- |
| 2010 | Exile on Main St. - Rarities Edition - Lançamento: 18 de maio de 2010 - Gravadora: Target                                  | –  | 65  | –                      |
| 2011 | Some Girls (Deluxe Version) - Lançamento: 21 de novembro de 2011 - Gravadora: Promotone BV                                 | –  | –   | –                      |
| 2015 | Sticky Fingers (Super Deluxe) - Lançamento: 9 de junho de 2015 - Gravadora: Promotone BV                                   | –  | –   | –                      |
| 2017 | Their Satanic Majesties Request (50th Anniversary Special Edition) - Lançamento: 22 de setembro de 2017 - Gravadora: ABCKO | –  | –   | –                      |
| 2020 | Goats Head Soup (Deluxe) - Lançamento: 4 de setembro de 2020 - Gravadora: Promotone BV                                     | 1  | –   | –                      |

Os seguintes álbuns são aqueles que tiveram edições deluxe com outtakes, versões demo, músicas adicionais, versões mono e estéreo e/ou faixas ao vivo.

## Extended plays
| Ano  | Detalhes                                                                              | RU |
| ---- | ------------------------------------------------------------------------------------- | -- |
| 1964 | The Rolling Stones - Lançamento: 17 de Janeiro de 1964 - Gravadora: Decca Records     | 1  |
| 1964 | Five by Five - Lançamento: 14 de Agosto de 1964 - Gravadora: Decca Records            | 1  |
| 1965 | Got Live If You Want It! - Lançamento: 11 de Junho de 1965 - Gravadora: Decca Records | 1  |

## Box sets
| Ano  | Título                                                                           | RU  | Certificações (vendas) |
| ---- | -------------------------------------------------------------------------------- | --- | ---------------------- |
| 2004 | Singles 1963–1965 - Lançamento: 26 de Abril de 2004 - Gravadora: Decca/ABKCO     | 178 |                        |
| 2004 | Singles 1965–1967 - Lançamento: 12 de Julho de 2004 - Gravadora: Decca/ABKCO     | —   |                        |
| 2005 | Singles 1968–1971 - Lançamento: 28 de Fevereiro de 2005 - Gravadora: Decca/ABKCO | —   |                        |

## Singles
- Em alguns casos os singles b-sides entraram nas paradas separadamente; em branco indica que o single não foi lançado nessa região. O primeiro single nos Estados Unidos foi "Not Fade Away" / "I Wanna Be Your Man", sendo respetivamente A-side do terceiro e segundo single no Reino Unido.
- A 19 de Agosto de 1963, a banda gravou "Poison Ivy" e "Fortune Teller" para o seu segundo single. Algumas centenas de cópias foram impressas, mas o single acabou por não ser lançado.[5] Essas gravações foram incluídas no disco Saturday Club, uma compilação de faixas de vários artistas que participaram no programa de rádio de mesmo nome, tendo sido lançado a 24 de Janeiro de 1964.[6] e mais tarde na compilação More Hot Rocks (Big Hits & Fazed Cookies) lançado a 11 de Dezembro de 1972.

### 1960-1969
| Lançamento                         | Lado A                                                                      | Lado B | RU | EUA | NOR | SUE |
| ---------------------------------- | --------------------------------------------------------------------------- | --- | -- | --- | --- | --- |
| 7 Jun 1963 (RU)                    | "Come On" (Chuck Berry)                                                     | "I Want to Be Loved" (Willie Dixon)                                                                           | 21 | -   | -   | -   |
| 1 Nov 1963 (RU)                    | "I Wanna Be Your Man" (Lennon/McCartney)                                    | "Stoned" (Nanker Phelge)                                                                                      | 12 | -   | -   | -   |
| 21 Fev 1964 (RU) 6 Mar 1964 (EUA)  | "Not Fade Away" (Norman Petty/Charles Hardin)                               | "Little by Little" (Nanker Phelge/Phil Spector) [RU] "I Wanna Be Your Man" (Lennon/McCartney) [EUA]           | 3  | 48  | -   | 17  |
| 13 Jun 1964 (EUA)                  | "Tell Me (You're Coming Back)]]" (Jagger/Richards)                          | "I Just Want to Make Love to You" (Dixon)                                                                     | -  | 24  | -   | 1   |
| 26 Jun 1964 (RU) 25 Jul 1964 (EUA) | "It's All Over Now" (Bobby Womack/Shirley Womack)                           | "Good Times, Bad Times" (Jagger/Richards)                                                                     | 1  | 26  | 5   | 3   |
| 26 Set 1964                        | "Time Is on My Side" (Norman Meade)                                         | "Congratulations" (Jagger/Richards)                                                                           | -  | 6   | -   | 15  |
| 13 Nov 1964                        | "Little Red Rooster" (Dixon)                                                | "Off the Hook" (Jagger/Richards)                                                                              | 1  | -   | 6   | 6   |
| 19 Dez 1964                        | "Heart of Stone" (Jagger/Richards)                                          | "What a Shame" (Jagger/Richards)                                                                              | -  | 19  | -   | -   |
| 26 Fev 1965 (RU) 13 Mar 1965 (EUA) | "The Last Time" (Jagger/Richards)                                           | "Play With Fire" (Jagger/Richards)                                                                            | 1  | 9   | 1   | 1   |
| 27 Mai 1965 (EUA) 20 Ago 1965 (RU) | "(I Can't Get No) Satisfaction" (Jagger/Richards)                           | "The Under-Assistant West Coast Promotion Man" (Phelge) [EUA] "The Spider and the Fly" (Jagger/Richards) [RU] | 1  | 1   | 1   | 1   |
| 25 Set 1965 (EUA) 22 Out 1965 (RU) | "Get Off of My Cloud" (Jagger/Richards)                                     | "I'm Free" (Jagger/Richards) [EUA] "The Singer Not The Song" [RU]                                             | 1  | 1   | 2   | 2   |
| 18 Dez 1965 (EUA)                  | "As Tears Go By" (Jagger/Richards/Oldham)                                   | "Gotta Get Away" (Jagger/Richards)                                                                            | -  | 6   | -   | -   |
| 4 Fev 1966 (RU) 12 Fev 1966 (EUA)  | "19th Nervous Breakdown" (Jagger/Richards)                                  | "As Tears Go By" (Jagger/Richards/Oldham) [RU] "Sad Day" (Jagger/Richards) [EUA]                              | 2  | 2   | 2   | 5   |
| 7 Mai 1966 (EUA) 13 Mai 1966 (RU)  | "Paint It, Black" (Jagger/Richards)                                         | "Stupid Girl" (Jagger/Richards) [EUA] "Long Long While" (Jagger/Richards) [RU]                                | 1  | 1   | 2   | 2   |
| 20 Jun 1966                        | "Mother's Little Helper" (Jagger/Richards)                                  | "Lady Jane" (Jagger/Richards)                                                                                 | -  | 8   | -   | 13  |
| 20 Jun 1966                        | "Lady Jane" (Jagger/Richards)                                               | "Mother's Little Helper" (Jagger/Richards)                                                                    | -  | 24  | -   | -   |
| 23 Set 1966 (RU) 24 Set 1966 (EUA) | "Have You Seen Your Mother, Baby, Standing in the Shadow?"(Jagger/Richards) | "Who's Driving Your Plane?" (Jagger/Richards)                                                                 | 5  | 9   | 6   | 9   |
| 13 Jan 1967 (RU) 14 Jan 1967 (EUA) | "Let's Spend the Night Together" (Jagger/Richards) (duplo A-side)           | "Ruby Tuesday" (Jagger/Richards) (duplo A-side)                                                               | 3  | 55  | 2   | 6   |
| 14 Jan 1967 (EUA)                  | "Ruby Tuesday" (Jagger/Richards)                                            | "Let's Spend the Night Together" (Jagger/Richards)                                                            | -  | 1   | -   | -   |
| 18 Ago 1967 (RU) 2 Set 1967 (EUA)  | "We Love You" (Jagger/Richards)                                             | "Dandelion" (Jagger/Richards)                                                                                 | 8  | 50  | 9   | 5   |
| 2 Set 1967 (EUA)                   | "Dandelion" (Jagger/Richards)                                               | "We Love You" (Jagger/Richards)                                                                               | -  | 14  | -   | -   |
| 2 Dez 1967                         | "In Another Land" (Bill Wyman)                                              | "The Lantern" (Jagger/Richards)                                                                               | -  | 87  | -   | -   |
| Dez 1967                           | "She's a Rainbow" (Jagger/Richards)                                         | "2000 Light Years from Home" (Jagger/Richards)                                                                | -  | 25  | -   | 14  |
| 24 Mai 1968 (RU) 1 Jun 1968 (EUA)  | "Jumpin' Jack Flash" (Jagger/Richards)                                      | "Child of the Moon" (Jagger/Richards)                                                                         | 1  | 3   | 3   | 8   |
| 31 Ago 1968 (EUA)                  | "Street Fighting Man" (Jagger/Richards)                                     | "No Expectations" (Jagger/Richards)                                                                           | -  | 48  | -   | 9   |
| 4 Jul 1969 (RU) 5 Jul 1969 (EUA)   | "Honky Tonk Women" (Jagger/Richards)                                        | "You Can't Always Get What You Want" (Jagger/Richards)                                                        | 1  | 1   | 2   | 2   |
| "—" não chegou às paradas          |                                                                             | |    |     |     |     |

### 1970-1979
| Lançamento                         | Lado A                                                                 | Lado B                                                                           | RU | EUA | NOR | SUE |
| ---------------------------------- | ---------------------------------------------------------------------- | -------------------------------------------------------------------------------- | -- | --- | --- | --- |
| 16 Abr 1971 (RU) 17 Abr 1971 (EUA) | "Brown Sugar" (Jagger/Richards)                                        | "Bitch" (Jagger/Richards) (EUA & RU) "Let It Rock" (ao vivo) (Berry) [RU apenas] | 2  | 1   | 4   | -   |
| 12 Jun 1971                        | "Wild Horses" (Jagger/Richards)                                        | "Sway" (Jagger/Richards)                                                         | -  | 28  | -   | -   |
| Jun 1971 (RU)                      | "Street Fighting Man" (Jagger/Richards)                                | "Surprise, Surprise" (Jagger/Richards)                                           | 21 | -   | -   | -   |
| 15 Abr 1972 (EUA) 21 Abr 1972 (RU) | "Tumbling Dice" (Jagger/Richards)                                      | "Sweet Black Angel" (Jagger/Richards)                                            | 5  | 7   | 6   | 11  |
| 15 Jul 1972 (EUA)                  | "Happy" (Jagger/Richards)                                              | "All Down the Line" (Jagger/Richards)                                            | -  | 22  | -   | -   |
| Abr 1973                           | "You Can't Always Get What You Want" (Jagger/Richards)                 | "Sad Day" (Jagger/Richards)                                                      | -  | 42  | -   | -   |
| 17 Ago 1973 (RU) 28 Ago 1973 (EUA) | "Angie" (Jagger/Richards)                                              | "Silver Train" (Jagger/Richards)                                                 | 5  | 1   | 1   | -   |
| Dez 1973                           | "Doo Doo Doo Doo Doo (Heartbreaker)" (Jagger/Richards)                 | "Dancing with Mr. D" (Jagger/Richards)                                           | -  | 15  | -   | -   |
| 26 Jul 1974 (RU) 27 Jul 1974 (EUA) | "It's Only Rock'n Roll (But I Like It)" (Jagger/Richards)              | "Through the Lonely Nights" (Jagger/Richards)                                    | 10 | 16  | 8   | -   |
| 25 Out 1974                        | "Ain't Too Proud to Beg" (Norman Whitfield/Eddie Holland)              | "Dance Little Sister" (Jagger/Richards)                                          | -  | 17  | -   | -   |
| 23 Mai 1975                        | "I Don't Know Why" (Stevie Wonder/Paul Riser/Don Hunter/Lula Hardaway) | "Try A Little Harder" (Jagger/Richards)                                          | -  | 42  | -   | -   |
| Ago 1975                           | "Out of Time" (Jagger/Richards)                                        | "Jiving Sister Fanny" (Jagger/Richards)                                          | 45 | 81  | -   | -   |
| 20 Abr 1976                        | "Fool to Cry" (Jagger/Richards)                                        | "Crazy Mama" (Jagger/Richards)                                                   | 6  | 10  | -   | -   |
| Jun 1976 (EUA)                     | "Hot Stuff" (Jagger/Richards)                                          | "Fool to Cry" (Jagger/Richards)                                                  | -  | 49  | -   | -   |
| 19 Mai 1978                        | "Miss You" (Jagger/Richards)                                           | "Far Away Eyes" (Jagger/Richards)                                                | 3  | 1   | 11  | 6   |
| 9 Set 1978 (EUA)                   | "Beast of Burden" (Jagger/Richards)                                    | "When the Whip Comes Down" (Jagger/Richards)                                     | -  | 8   | -   | -   |
| 15 Set 1978 (RU)                   | "Respectable" (Jagger/Richards)                                        | "When the Whip Comes Down" (Jagger/Richards)                                     | 23 | -   | -   | -   |
| 29 Nov 1978 (EUA)                  | "Shattered" (Jagger/Richards)                                          | "Everything Is Turning to Gold" (Jagger/Richards/Ronnie Wood)                    | -  | 31  | -   | -   |
| "—" não chegou às paradas          |                                                                        |                                                                                  |    |     |     |     |

### 1980-1989
| Lançamento                | Lado A                                                                              | Lado B                                                       | RU | EUA | US Main |
| ------------------------- | ----------------------------------------------------------------------------------- | ------------------------------------------------------------ | -- | --- | ------- |
| 20 Jun 1980               | "Emotional Rescue" (Jagger/Richards)                                                | "Down in the Hole" (Jagger/Richards)                         | 9  | 3   | -       |
| 19 Set 1980               | "She's So Cold" (Jagger/Richards)                                                   | "Send It to Me" (Jagger/Richards)                            | 33 | 26  | -       |
| 18 Abr 1981               | "If I Was A Dancer (Dance Pt. 2)" (Jagger/Richards/Wood)                            |                                                              | -  | -   | 26      |
| 14 Ago 1981               | "Start Me Up" (Jagger/Richards)                                                     | "No Use In Crying" (Jagger/Richards/Wood)                    | 7  | 2   | 1       |
| 30 Nov 1981               | "Waiting on a Friend" (Jagger/Richards)                                             | "Little T&A" (Jagger/Richards)                               | 50 | 13  | 8       |
| 30 Nov 1981               | "Little T&A" (Jagger/Richards)                                                      | "Waiting on a Friend" (Jagger/Richards)                      | -  | -   | 5       |
| Fev 1982                  | "Hang Fire" (Jagger/Richards)                                                       | "Neighbours" (Jagger/Richards)                               | -  | 20  | 2       |
| 1 Jun 1982                | "Going to a Go-Go" (ao vivo) (Smokey Robinson/Marv Tarplin/Pete Moore/Bobby Rogers) | "Beast Of Burden" (ao vivo) (Jagger/Richards)                | 26 | 25  | 5       |
| 13 Set 1982               | "Time Is on My Side" (ao vivo) (Ragavoy)                                            | "Twenty Flight Rock" (ao vivo) (Ned Fairchild/Eddie Cochran) | 62 | -   | -       |
| 1 Nov 1983                | "Undercover of the Night" (Jagger/Richards)                                         | "All the Way Down" (Jagger/Richards)                         | 11 | 9   | 2       |
| 30 Jan 1984               | "She Was Hot" (Jagger/Richards)                                                     | "Think I'm Going Mad" (Jagger/Richards)                      | 42 | 44  | 4       |
| 30 Jan 1984               | "Think I'm Going Mad" (Jagger/Richards)                                             | "She Was Hot" (Jagger/Richards)                              | -  | -   | 50      |
| 3 Jul 1984                | "Too Tough" (Jagger/Richards)                                                       | "Miss You" (Jagger/Richards)                                 | -  | -   | 14      |
| 5 Jul 1984                | "Brown Sugar" (Jagger/Richards) (reedição)                                          | "Bitch" (Jagger/Richards) (reedição)                         | 58 | -   | -       |
| 1 Dez 1984                | "Too Much Blood" (Jagger/Richards)                                                  |                                                              | -  | -   | 38      |
| 26 Fev 1986               | "Harlem Shuffle" (Bob Relf/Earl Nelson)                                             | "Had It With You" (Jagger/Richards/Wood)                     | 13 | 5   | 2       |
| Abr 1986                  | "Winning Ugly" (Jagger/Richards) promo                                              |                                                              | -  | -   | 10      |
| 20 Mai 1986               | "One Hit (To the Body)" (Jagger/Richards/Wood)                                      | "Fight" (Jagger/Richards/Wood)                               | 80 | 28  | 3       |
| 21 Ago 1989               | "Mixed Emotions" (Jagger/Richards)                                                  | "Fancy Man Blues" (Jagger/Richards)                          | 36 | 5   | 1       |
| Set 1989                  | "Sad Sad Sad" (Jagger/Richards) promo                                               |                                                              | -  | -   | 14      |
| 13 Nov 1989               | "Rock and a Hard Place" (Jagger/Richards)                                           | "Cook Cook Blues" (Jagger/Richards)                          | 63 | 23  | 1       |
| "—" não chegou às paradas |                                                                                     |                                                              |    |     |         |

### 1990-1999
| Lançamento                         | Lado A                                                       | Lado B | RU | EUA | US Main |
| ---------------------------------- | ------------------------------------------------------------ | --- | -- | --- | ------- |
| 23 Jan 1990 (EUA) 18 Jun 1990 (RU) | "Almost Hear You Sigh" (Jagger/Richards/Steve Jordan)        | "Break the Spell" (Jagger/Richards) [EUA] "Wish I'd Never Met You" (Jagger/Richards) [RU]                             | 31 | 50  | 1       |
| 11 Jun 1990                        | "Paint It, Black" (Jagger/Richards) (reedição)               | "Long Long While" (Jagger/Richards)                                                                                   | 61 | -   | -       |
| 11 Aug 1990                        | "Terrifying" (Jagger/Richards)                               | "Wish I'd Never Met You" (Jagger/Richards)                                                                            | 82 | -   | 8       |
| 4 Mar 1991                         | "Highwire" (Jagger/Richards)                                 | "2000 Light Years from Home" (ao vivo) (Jagger/Richards)                                                              | 29 | 57  | 1       |
| 24 Mai 1991                        | "Ruby Tuesday" (ao vivo) (Jagger/Richards)                   | "Play With Fire" (ao vivo) (Jagger/Richards)                                                                          | 59 | -   | -       |
| Mai 1991                           | "Sex Drive" (Jagger/Richards) promo                          | |    | -   | 40      |
| 4 Jul 1994                         | "Love Is Strong" (Jagger/Richards)                           | "The Storm" (Jagger/Richards) "So Young" (Jagger/Richards) [RU apenas]                                                | 14 | 91  | 2       |
| 26 Set 1994 (RU) Jan 1995 (EUA)    | "You Got Me Rocking" (Jagger/Richards)                       | "Jump On Top of Me" (Jagger/Richards)                                                                                 | 23 | 113 | 2       |
| 28 Nov 1994 (RU) 17 Out 1994 (EUA) | "Out of Tears" (Jagger/Richards)                             | "I'm Gonna Drive" (Jagger/Richards) "So Young" [EUA] (Jagger/Richards) [EUA] "Sparks Will Fly" (Jagger/Richards) [RU] | 36 | 60  | 14      |
| Jan 1995                           | "Sparks Will Fly" (Jagger/Richards) promo                    | | -  | -   | 30      |
| 3 Jul 1995                         | "I Go Wild" (Jagger/Richards)                                | (remixes) | 29 | -   | 20      |
| 30 Out 1995                        | "Like a Rolling Stone" (Bob Dylan)                           | "Black Limousine" (Jagger/Richards/Wood) "All Down the Line" (Jagger/Richards)                                        | 12 | 109 | 16      |
| 1996                               | "Wild Horses" (ao vivo)                                      | "Live with Me" (ao vivo) / "Tumblin dice" (ao vivo)                                                                   | -  | -   | -       |
| 22 Set 1997                        | "Anybody Seen My Baby?" (Jagger/Richards/k.d. lang/Ben Mink) | (remixes) | 22 | -   | 3       |
| Dez 1997                           | "Flip The Switch" (Jagger/Richards) promo                    | | -  | -   | 14      |
| 26 Jan 1998                        | "Saint of Me" (Jagger/Richards)                              | "Gimme Shelter" (Jagger/Richards) "Anyway You Look At It" (Jagger/Richards)                                           | 26 | 94  | 13      |
| 10 Ago 1998                        | "Out of Control" (Jagger/Richards)                           | (remixes) | 51 | -   | -       |
| 28 Nov 1998                        | "Gimme Shelter" (ao vivo) (Jagger/Richards) promo            | | -  | -   | 29      |
| "—" não chegou às paradas          |                                                              | |    |     |         |

### 2000-2009
| Lançamento                | Lado A                                               | Lado B                                                                                              | RU  | EUA | US Main |
| ------------------------- | ---------------------------------------------------- | --------------------------------------------------------------------------------------------------- | --- | --- | ------- |
| 16 Dez 2002               | "Don't Stop" (Jagger/Richards)                       | "Miss You (remix)" (Jagger/Richards)                                                                | 36  | -   | 21      |
| 6 Set 2003                | "Sympathy for the Devil" (remix) (Jagger/Richards)   | (remixes)                                                                                           | 14  | 97  | -       |
| 22 Ago 2005               | "Streets of Love" (Jagger/Richards)                  | "Rough Justice" (Jagger/Richards)                                                                   | 15  | -   | 25      |
| Nov 2005                  | "Oh No, Not You Again" (Jagger/Richards) PROMO       | |     | -   | 34      |
| 5 Dez 2005                | "Rain Fall Down"(Jagger/Richards)                    | remixes                                                                                             | 33  | -   | -       |
| 21 Ago 2006               | "Biggest Mistake"(Jagger/Richards)                   | "Dance Pt.1" (ao vivo) (Jagger/Richards/Wood) "Before They Make Me Run" (ao vivo) (Jagger/Richards) | 51  | -   | -       |
| Mai 2007                  | "Paint It, Black" (Jagger/Richards) (digital)        | | 70  | -   | -       |
| Apr 2008                  | "Gimme Shelter" (Jagger/Richards) (digital)          | | 107 | -   | -       |
| Abr 2008                  | "Sympathy for the Devil" (Jagger/Richards) (digital) | | 200 | -   | -       |
| Abr 2008                  | "She's a Rainbow" (Jagger/Richards) (digital)        | | 124 | -   | -       |
| Dez 2009                  | "Wild Horses (Jagger/Richards) (digital)             | | 124 | -   | -       |
| "—" não chegou às paradas |                                                      | |     |     |         |

### 2010-2019
| Lançamento                | Lado A                                                       | Lado B                                | RU  | EUA | US Main | Rock Songs |
| ------------------------- | ------------------------------------------------------------ | ------------------------------------- | --- | --- | ------- | ---------- |
| 16 Abr 2010               | "Plundered My Soul" (Jagger/Richards) (vinil 7')             | "All Down the Line" (Jagger/Richards) | 200 | –   | –       | 42         |
| Abr 2010                  | "Beast of Burden" (Jagger/Richards) (digital)                | –                                     | –   | –   | –       | –          |
| Nov 2010                  | "Gimme Shelter" (Jagger/Richards) (digital)                  | –                                     | 76  | –   | –       | –          |
| Nov 2010                  | "Sympathy for the Devil" (Jagger/Richards) (digital)         | –                                     | 158 | –   | –       | –          |
| Abr 2011                  | "Brown Sugar" (Jagger/Richards) (vinil 7')                   | –                                     | –   | –   | –       | –          |
| Nov 2011                  | "No Spare Parts" (Jagger/Richards) (reedição)                | "Before They Make Me Run"             | –   | –   | –       | –          |
| Ago 2012                  | "Start Me Up" (Jagger/Richards) (digital)                    | –                                     | 147 | –   | –       | –          |
| Out 2012                  | "Doom and Gloom" (Jagger/Richards)                           | –                                     | 61  | –   | 35      | 30         |
| Jan 2013                  | "One More Shot" (Jagger/Richards)                            | –                                     | –   | –   | –       | –          |
| Jul 2015                  | "(I Can't Get No) Satisfaction" (Jagger/Richards) (reedição) | –                                     | 177 | –   | –       | –          |
| Out 2016                  | "Just Your Fool" (Buddy Johnson)                             | –                                     | –   | –   | 49      | –          |
| Out 2016                  | "Hate to See You Go" (Little Walter)                         | –                                     | –   | –   | –       | –          |
| Dez 2016                  | "Ride 'Em On Down" (Eddie Taylor)                            | –                                     | –   | –   | 20      | –          |
| Abr 2019                  | "She's a Rainbow" (Jagger/Richards) (ao vivo, 2017)          | –                                     | –   | 41  | –       | 41         |
| "—" não chegou às paradas |                                                              |                                       |     |     |         |            |

### 2020-2029
| Lançamento                | Lado A                                                           | Lado B | RU | EUA | US Main | Rock Songs |
| ------------------------- | ---------------------------------------------------------------- | ------ | -- | --- | ------- | ---------- |
| Abr 2020                  | "You Can't Always Get What You Want" (Jagger/Richards) (digital) | –      | –  | –   | –       | 16         |
| 23 Abr 2020               | "Living in a Ghost Town" (Jagger/Richards)                       | –      | 61 | 106 | –       | 3          |
| 22 Jul 2020               | "Scarlet" (Jagger/Richards)                                      | –      | –  | –   | –       | –          |
| "—" não chegou às paradas |                                                                  |        |    |     |         |            |

## Videografia

### Álbuns vídeo
| Ano  | Título                                                 | Parada vídeo EUA |
| ---- | ------------------------------------------------------ | ---------------- |
| 1966 | Charlie Is My Darling                                  | -                |
| 1968 | One Plus One/Sympathy for the Devil                    | -                |
| 1970 | Gimme Shelter                                          | 7                |
| 1972 | Cocksucker Blues                                       | -                |
| 1974 | Ladies and Gentlemen: The Rolling Stones               | 1                |
| 1982 | Let's Spend the Night Together                         | 5                |
| 1984 | Video Rewind                                           | 6                |
| 1989 | 25x5 – The Continuing Adventures of the Rolling Stones | 1                |
| 1992 | Stones at the Max                                      | 7                |
| 1995 | The Rolling Stones: Voodoo Lounge Live                 | 14               |
| 1996 | The Rolling Stones Rock and Roll Circus                | 1                |
| 1998 | Bridges to Babylon Tour '97–98                         | 7                |
| 2004 | Four Flicks                                            | 1                |
| 2007 | The Biggest Bang                                       | 1                |
| 2008 | Shine a Light                                          | 11               |
| 2010 | Stones in Exile                                        | 2                |

### Vídeoclipes
| Ano  | Título                                                     | Diretor              |
| ---- | ---------------------------------------------------------- | -------------------- |
| 1966 | "Have You Seen Your Mother, Baby, Standing in the Shadow?" | Peter Whitehead      |
| 1967 | "Let's Spend the Night Together"                           | Peter Whitehead      |
| 1967 | "Ruby Tuesday"                                             | Peter Whitehead      |
| 1967 | "We Love You"                                              | Peter Whitehead      |
| 1967 | "Dandelion"                                                | Peter Whitehead      |
| 1967 | "She's a Rainbow"                                          | Michael Lindsay-Hogg |
| 1967 | "2000 Light Years from Home"                               | Michael Lindsay-Hogg |
| 1968 | "Jumpin' Jack Flash"                                       | Michael Lindsay-Hogg |
| 1968 | "Child of the Moon"                                        | Michael Lindsay-Hogg |
| 1973 | "Angie"                                                    | Michael Lindsay-Hogg |
| 1973 | "Doo Doo Doo Doo Doo (Heartbreaker)"                       | Michael Lindsay-Hogg |
| 1973 | "Silver Train"                                             | Michael Lindsay-Hogg |
| 1973 | "Dancing with Mr. D"                                       | Michael Lindsay-Hogg |
| 1974 | "It's Only Rock'n Roll (But I Like It)"                    | Michael Lindsay-Hogg |
| 1974 | "Ain't Too Proud to Beg"                                   | Michael Lindsay-Hogg |
| 1974 | "Till the Next Goodbye"                                    | Michael Lindsay-Hogg |
| 1976 | "Fool to Cry"                                              | Michael Lindsay-Hogg |
| 1976 | "Crazy Mama"                                               | Michael Lindsay-Hogg |
| 1976 | "Hey Negrita"                                              | Michael Lindsay-Hogg |
| 1976 | "Hot Stuff"                                                | Michael Lindsay-Hogg |
| 1978 | "Miss You"                                                 | Michael Lindsay-Hogg |
| 1978 | "Far Away Eyes"                                            | Michael Lindsay-Hogg |
| 1978 | "Respectable"                                              | Michael Lindsay-Hogg |
| 1980 | "Emotional Rescue"                                         | Adam Friedman        |
| 1980 | "Where the Boys Go"                                        | Adam Friedman        |
| 1980 | "Down in the Hole"                                         | Adam Friedman        |
| 1980 | "She's So Cold"                                            | David Mallet         |
| 1981 | "Start Me Up"                                              | Michael Lindsay-Hogg |
| 1981 | "Worried About You"                                        | Michael Lindsay-Hogg |
| 1981 | "Neighbours"                                               | Michael Lindsay-Hogg |
| 1981 | "Waiting on a Friend"                                      | Michael Lindsay-Hogg |
| 1982 | "Hang Fire"                                                | Michael Lindsay-Hogg |
| 1982 | "Going to a Go-Go" (ao vivo)                               | Hal Ashby            |
| 1982 | "Time Is on My Side" (ao vivo)                             | DoRo Productions     |
| 1983 | "Undercover of the Night"                                  | Julien Temple        |
| 1984 | "She Was Hot"                                              | Julien Temple        |
| 1984 | "Too Much Blood"                                           | Julien Temple        |
| 1986 | "Harlem Shuffle"                                           | Ralph Bakshi         |
| 1986 | "One Hit (To the Body)"                                    | Russell Mulcahy      |
| 1989 | "Mixed Emotions"                                           | Jim Signorelli       |
| 1989 | "Rock and a Hard Place"                                    | Wayne Isham          |
| 1990 | "Almost Hear You Sigh"                                     | Jake Scott           |
| 1991 | "Highwire"                                                 | Julien Temple        |
| 1991 | "Sex Drive"                                                | Julien Temple        |
| 1994 | "Love Is Strong"                                           | David Fincher        |
| 1994 | "You Got Me Rocking"                                       | Jim Gable            |
| 1994 | "Out of Tears"                                             | Kevin Kerslake       |
| 1995 | "I Go Wild"                                                | Kevin Kerslake       |
| 1995 | "Like a Rolling Stone" (ao vivo)                           | Michel Gondry        |
| 1997 | "Anybody Seen My Baby?"                                    | Samuel Bayer         |
| 1998 | "Saint of Me"                                              | Samuel Bayer         |
| 2002 | "Don't Stop"                                               | Kalle Haglund        |
| 2005 | "Rough Justice"                                            | Laurel Harris        |
| 2005 | "Streets of Love"                                          | Laurel Harris        |
| 2005 | "Rain Fall Down"                                           | Jonas Åkerlund       |
| 2010 | "Plundered My Soul"                                        | Robert Frank         |